# Catharine Wolpmann
Catharine Wolpmann, född 1603, var en tysk kvinna som anklagades för häxeri i Svenska Bremen-Verden. Åtalet mot henne var orsaken till att drottning Kristina förbjöd häxprocesser i Verden, som då tillhörde Sverige.
Catharine Wolpmann föddes i Verden som dotter till Engel Wehland och Woldeke Wehland, borgmästaren i Verden från 1626 till 1628. Hon gifte sig 1620 med Hermann Wolpmann, som var Verdens borgmästare 1643-1659. 
År 1647 utspelade sig en häxprocess i Verden med stöd av konstistorierådgivaren Heinrich Rimphoff, som ledde till tre avrättningar. Catharine Wolpmann och hennes farbror Franz Panning utpekades av de redan gripna, och arresterades den 6 juli 1647. Deras familjer ingrep till deras förmån och begärde att de frigavs mot borgen, men de nekades försvarare och fick bara motta övervakade besök. I september beordrade dock svenska rådsmedlemmar katedralkapitlet och Norderstadts domare att släppa dem mot borgen under hot om böter på 1 000 guldguld. Till slut beordrade drottning Kristina att de två skulle släppas ur förvar. När de släpptes 1649 förbjöds ytterligare åtal. Det stoppade hela häxprocessen. 
Catharine Wolpmann och hennes man Hermann Wolpmann anklagades för häxkonst 1655 och arresterades, men frikändes och släpptes på samma sätt som sist 1659. 